# Manfreda petskinil
Manfreda petskinil là một loài thực vật có hoa trong họ Măng tây. Loài này được R.A.Orellana, L.Hern. & Carnevali mô tả khoa học đầu tiên năm 2008.